# 藍來訥
藍來訥爵士，KCMG，OBE[?]（1900年7月9日—1992年7月27日），英國外交官，1951年至1953年任英國駐華臨時代辦，1953年至1958年任英國駐瑞士大使。
藍來訥畢業於牛津大學皇后學院和倫敦大學，懂得流利法語和意大利語的他在1921年加入外交部，在37年的外交生涯當中，其中大約30年都是在華任職。他早年曾於北平、成都、漢口和哈爾濱出任副領事，1935年升任為二等駐華領事，1938年升為一等，並於1940年派駐上海擔任監督領事官兼助理漢務秘書。1941年12月太平洋戰爭爆發後，身在上海的藍來訥與妻子一同遭日軍拘禁，直到1942年才獲准遣送回國。
藍來訥於1943年復出後一度被派駐美國明尼蘇達州擔任領事，1945年6月以總領事身份返回中國出任漢務參贊。對中國事務具相當認識和通曉華語的他更在1947年升任駐華公使，任內曾與中方就中國大陸和香港兩地的走私問題展開磋商，並兩度接替返英休假的駐華大使施諦文爵士以代辦身份代理館務。1949年10月中華人民共和國成立前夕，藍來訥一度於當年9月調返英國，但未幾於1951年3月再度來華，接替胡階森爵士出任駐華臨時代辦，負責繼續與中共就建交一事展開談判；然而當時正值韓戰，再加上冷戰氛圍籠罩，以致他未能有所作為。
藍來訥後來於1953年至1958年出任英國駐瑞士大使，任內於1954年的日內瓦會議出任英方代表團代理團長，期間曾負責主持就印度支那和平問題而召開的九國限制性會議。藍來訥早於1950年起成為皇家中亞學會（1975年改稱皇家亞洲事務學會）會員，從外交部退休後，他於1960年至1967年擔任學會的理事會理事，其後於1971年至1977年改任圖書館委員會委員。

## 生平

### 早年生涯
藍來訥1900年7月9日生於鄂圖曼帝國（土耳其前身）東部的埃爾斯倫（埃爾祖魯姆前身），父親哈里·蘭姆爵士（Sir Harry Lamb，1857年－1948年）是英國外交官，他在藍來訥出生的時候正擔任英國駐埃爾斯倫領事一職，後來曾先後於希臘塞薩洛尼基和士麥那（土耳其伊茲密爾前身）擔任總領事。藍來訥的母親名叫薩比娜·邁薩（Sabina Maissa），是意大利外交官費利切·邁薩（Felice Maissa）的女兒，因此他也具有意大利血統。
藍來訥雖然在鄂圖曼帝國出生，但他自小被送回英國的溫徹斯特公學接受教育，1918年至1920年和1920年至1921年分別升讀牛津大學皇后學院和倫敦大學，練得一口流利法文和意大利文。大學畢業後，他選擇跟隨父親投考外交部，並於1921年11月通過遴選考試獲得取錄。

### 外交生涯

#### 在華工作
1921年12月，藍來訥以見習傳譯員身份獲派往中國接受中文訓練，並於1922年3月起於北平（北京前身）的英國駐華使館任職。1924年2月，他出任駐北平副領事一職，其後在1925年5月轉任駐成都副領事，任內曾於1927年2月至4月一度被調往漢口。1928年7月，他調任駐哈爾濱副領事，任內於1929年署任總領事，以及於1929年至1930年署任一等副領事。1931年4月，他被調回北平署任一等副領事，其後於1934年3月獲得實任。藍來訥在華工作多年，親歷軍閥割據、國民政府成立和國共衝突，對中國事務具相當認識。

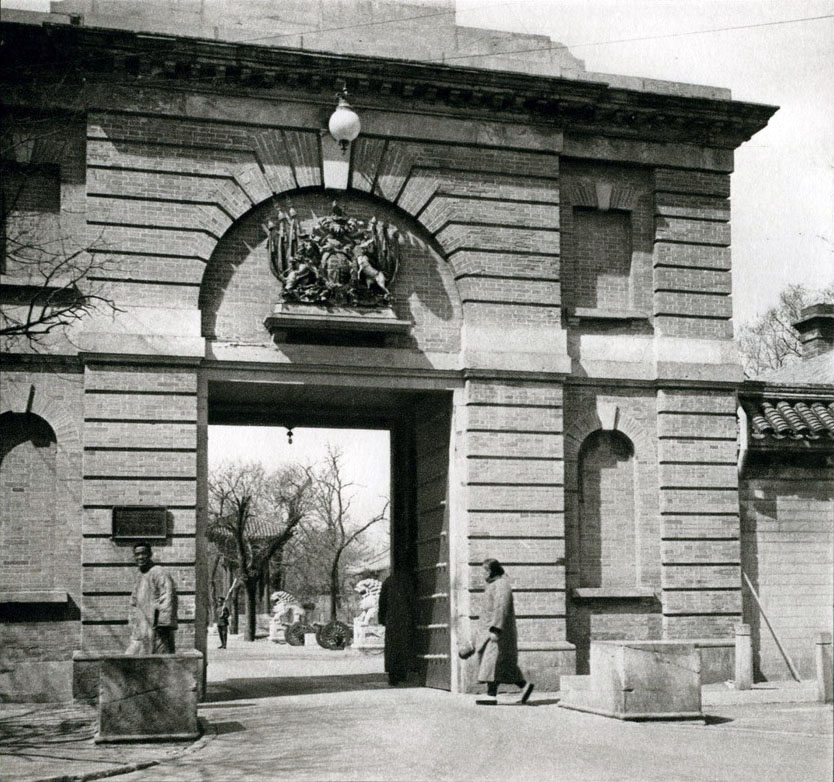
藍來訥1921年加入外交部後，最初於北平的英國駐華使館任職，後來也曾在北平擔任過副領事和領事，1951年返華出任臨時代辦

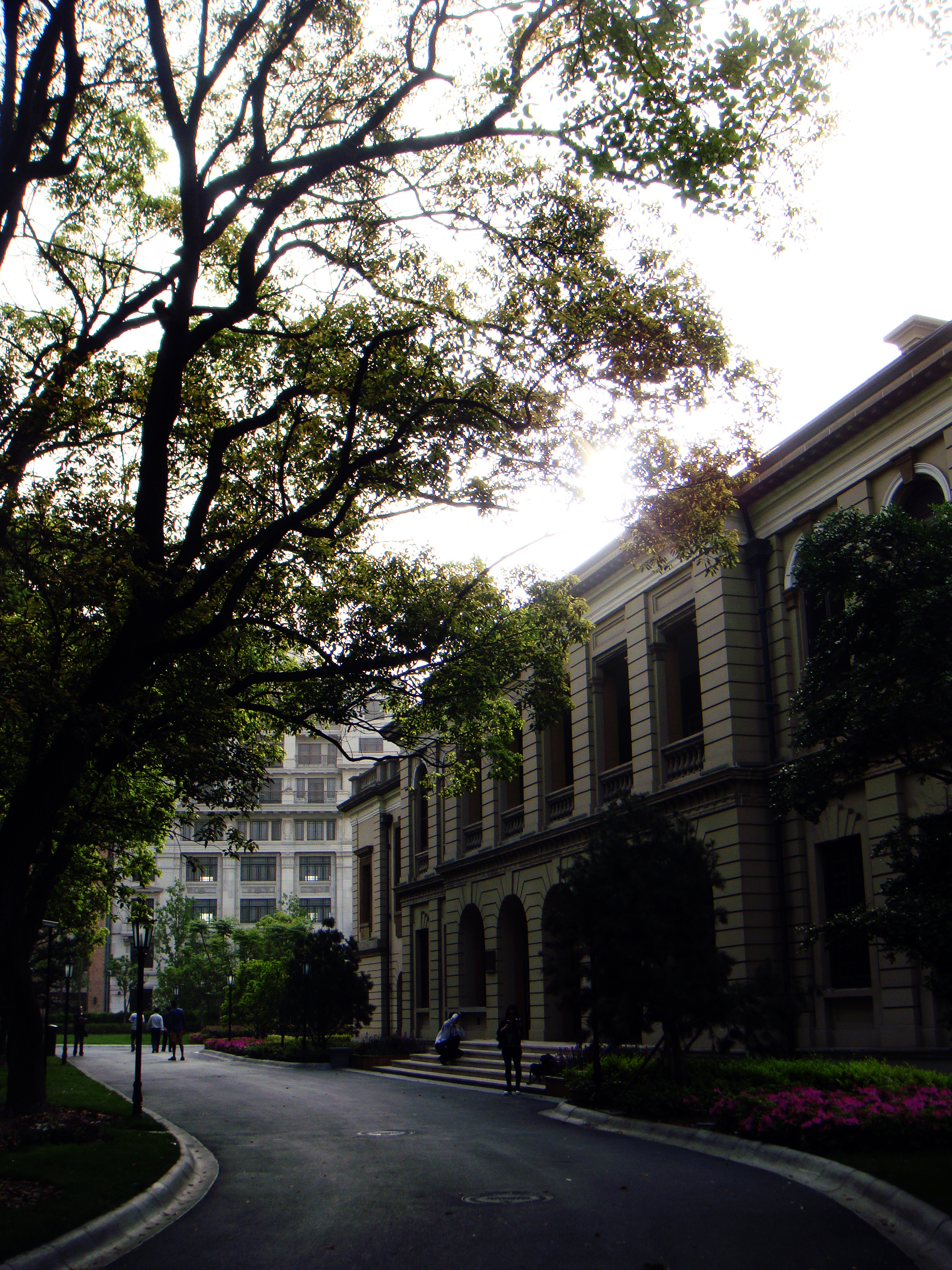
藍來訥於1935年至1937年在英國駐上海總領事館出任領事，後來也曾於1940年至1941年出任監督領事官兼助理漢務秘書

1935年1月，藍來訥獲擢升為二等駐華領事，旋被派往英國駐上海總領事館任職，直到1937年5月被調往北平，未幾中日戰爭就在同年7月全面爆發。其後，他在1938年11月進一步升任為一等駐華領事，1940年2月以監督領事官兼助理漢務秘書身份調返上海。1941年12月，太平洋戰爭爆發，日本進佔上海租界，藍來訥與妻子一同遭日軍拘禁於上海，直到1942年8月才獲准遣送回國。在英國休養一段日子後，藍來訥在1943年2月復出，派駐美國明尼蘇達州的聖保羅-明尼阿波利斯擔任領事，任內於1944年獲英廷頒授OBE勳銜。
在美國工作兩年多後，藍來訥在1945年6月以六等外交事務官身份擢升為總領事，並以漢務參贊身份返回中國重慶的英國駐華大使館任職。當時第二次世界大戰已接近尾聲，日本瀕臨戰敗邊緣，因此他主要負責謀劃戰後的善後事宜和重整英國在華的外交工作。大戰結束後，中國很快隨著第二次國共內戰爆發而戰火重燃，中國大陸局勢持續動盪，國民黨形勢也江河日下。其間，藍來訥於1946年5月跟隨大使館遷往南京辦公，並於1947年2月以五等外交事務官身份升任為駐華公使，任內分別於1947年和1948年兩度接替返英休假的駐華大使施諦文爵士以代辦身份代理館務。1948年，他的職級獲調升為四等外交事務官，且再度獲英廷頒授CMG勳銜，以肯定他在華任職多年的工作表現。
在任公使期間，中國外交部次長葉公超曾於1947年就香港海域的走私問題向藍來訥提出交涉，後促成施諦文與中國外交部長王世杰博士在1948年1月就中港關務協定換文。同年10月，藍來訥再與中國外交部政務次長代理務部劉師舜博士互致照會，修訂中港兩地在急水門海域的海關檢查安排。事實上，藍來訥曾就香港的出入境管制問題作出內部評估，他認為昔日無需攜帶旅行證件出入境的時代，在戰後已成為歷史，中港邊境在戰前雖然基本上沒有設防，但在戰後都不應獨善其身。他指出，儘管香港政府沒可能禁絕大陸人偷渡來港，但港府都有必要實施出入境管制，因為此舉可順應國府的要求打擊走私，另一方面能夠阻截大批國民黨餘部來港，成為與中共談判的籌碼，同時也可防範中共建政後出現的任何突發情況。他的看法促使港府後來在1949年開始對中港邊境實施恆常的出入境管制。

#### 戰後經歷
1949年10月，中共建政，大陸主權易幟，一時間英國政府對於新政權未有正式取態，而駐華大使施諦文在同年11月返英匯報中國局勢前，藍來訥也早已在1949年9月調返英國外交本部，並於翌年1月被暫時派往帝國國防學院任職，負責主講外交政策課題。雖然如此，其實中共建政後，英政府已打算跟新成立的中華人民共和國建交，以保英國在華利益；因此同樣在1950年1月，時任工黨籍英國外相貝文指派前英國駐北平總領事高來含（W. G. C. Graham）向中共提交照會，表示英方承認中共政權為「中國之合法政府」，準備與之建立外交關係。同時，前任英國駐華公使（商務）胡階森獲指派出任首任英國駐華臨時代辦（中方稱為外交代表），負責與中方商討建交細節安排。然而，中英兩國的建交談判並不順利，胡階森在任臨時代辦僅一年多便告退休，由藍來訥於1951年3月抵華接任臨時代辦一職，繼續與中方展開談判工作；但當時正值韓戰，在冷戰氛圍濃厚的情況下，中英關係停滯不前，以致他在駐華臨時代辦任內未能有作為。
另一方面，自從新中國成立後，由於政治形勢的轉變，再加上韓戰禁運造成的影響，在華英資跟其他在華外資在經營上都陷入很大困難，難以繼續在華營商。不少外資雖然選擇結束在華業務，但中方卻限制在華外資高層離境，也禁止外資遣散員工，造成外資無法輕易結束在華業務離場的局面。為保英國在華利益，藍來訥任內比胡階森採取更為強硬的方針向中方交涉，他曾在1952年4月致函中央人民政府，要求中方正視英資在華所面對的困境，但未能獲得回覆。同年5月，他再致函中方，指出不少英資有感經營困難而希望撤出中國，但他同時強調，英國希望能夠繼續與中國維持貿易往來，並提議可設立一個常設的中英貿易代表團，加入海外買家和生產商作為成員，好讓他們與中方有一個統一的對口單位，不過他的建議始終沒有得到中方的正面回覆。隨著後來中國大陸的政治運動愈演愈烈，不少英資的在華業務和資產最終都落得被中共充公的下場。
1952年7月和10月，英國樞密院和香港最高法院在兩航事件中分別裁定停泊於香港的40架中央航空運輸公司飛機和31架中國航空飛機都由具親美和親國民黨背景的民航空運公司接管，事件使到中英關係進一步惡化。為了作出報復和配合「三反五反」等政治運動，中方在同年8月接管英資上海英聯船廠和馬勒機器造船廠的所有產業，同年11月又進一步充公上海煤氣公司、上海自來水公司、上海電氣建設公司和隆茂洋行四家英資企業在上海全數約值3,100萬英鎊的資產，隆茂洋行在天津和漢口的財產也遭到充公。面對這種困境，由中共建政到1951年5月為止，英方已先後被迫關閉六家在華領事館，而藍來訥任內也在1952年12月分別關閉位於廣州和天津的領事館。中英交惡的局面持續到藍來訥卸任以後，隨著韓戰在1953年7月結束後才得以慢慢改善，到1954年，保守黨籍外相艾登爵士藉著日內瓦會議與中國外交部部長周恩來展開磋商，才促成兩國於同年6月同意正式建立代辦級關係，而兩國要到1972年，才正式建立大使級關係。
在任駐華臨時代辦兩年多後，藍來訥於1953年10月被派駐瑞士伯恩升任英國駐瑞士大使，職級屬於特命全權大使。此前，他於1953年初獲英廷頒授KCMG勳銜，成為爵士。駐瑞士大使是藍來訥外交生涯中的最後一個崗位，任內他曾經以英方代表團代理團長身份參與1954年的日內瓦會議，並曾主持柬埔寨、北越、法國、老撾、中華人民共和國、南越、蘇聯、英國和美國九國關於印度支那和平問題而召開的限制性會議。同年，他還負責招待訪問瑞士的退役英國空軍元帥泰德勳爵。藍來訥歷年來都特別重視在外英國國民的福趾，每當有英國國民在他駐節的地方遇上困難，他不論出身，都要親自過目相關案卷作出跟進。即使在駐瑞士大使任內，他都堅持要親身協助被執法當局拘留的英國國民保釋外出。藍來訥駐節瑞士前後五年，於1958年5月正式從外交部退休。

### 晚年生涯
藍來訥早於1950年起成為皇家中亞學會（1975年改稱皇家亞洲事務學會）會員，退休後他於1960年至1967年擔任學會的理事會理事，其後於1971年至1977年改任圖書館委員會委員。晚年的藍來訥退居於英國赫特福德郡赫特福貝利（Hertingfordbury）一座名叫羅克斯福德穀倉（Roxford Barn）的歷史建築，他於1992年7月27日在當地逝世，終年92歲，身後有關他的文獻交由倫敦大學亞非學院保存。
藍來訥任職外交部37年，其中有大約30年在華任職，他對中國國情也具獨到、但在當時不太主流的見解。他認為毛澤東和蔣介石兩人其實分別不大，原因在於中國資本家往往挑戰普羅大眾希望由一個中央集權政府構建和諧社會的願望，但不論毛澤東抑或蔣介石都無法有效駕馭這種存在於中國社會的矛盾，這也成為兩人施政上的最大敗筆。晚年的藍來訥見證著中國在1980年代實施「改革開放」，但他對此並不感到意外，因為他質疑中共對資本主義的態度跟當年太平天國對基督教的態度如出一轍；他相信把資本主義加入中國特色，或許出於好意，但最終恐怕造成災難性後果。隨著當時中英兩國協議好香港主權在1997年移交中國，他生前更認為在「一國兩制」下，香港恐怕在不久的將來會出現另一場災難。

## 個人生活
藍來訥在1927年娶珍·福西特·麥克唐納（Jean Fawcett MacDonald）為妻，兩人育有一子，名哈利·阿利斯泰爾·蘭姆（Harry Alastair Lamb，1930年－2023年），是中印邊界爭議專家。熟悉藍來訥的朋友都愛稱呼他為「里奧」（"Leo"）。

## 榮譽
- 以下列出榮譽全稱及縮寫：^ 
  - 英帝國官佐勳章（O.B.E.） （1944年英皇壽辰授勳名單[7]）
  - 聖米迦勒及聖喬治同胞勳章（C.M.G.） （1948年元旦授勳名單[10]）
  - 聖米迦勒及聖喬治爵級司令勳章（K.C.M.G.） （1953年元旦授勳名單[25]）

## 注腳
1. 1 2 3 4 5 6 7 8 9 10 11 12 13 14 15 16 17 18 19  Lamb (1993), p.124.
2. 1 2 3  "LAMB, Sir Lionel (Henry)" (1996)
3. 1 2 3 4 5 6 7 8 9 10 11 12  "Lamb, Sir Lionel Henry" (retrieved on 6 February 2016)
4. ↑  "Issue 32540 （页面存档备份，存于）", London Gazette, 6 December 1921, p.9898.
5. 1 2 3 4 5 6 7 8 9 10 11 12 13 14  The Foreign Office List and Diplomatic and Consular Year Book (1963), p.324.
6. ↑  "Issue 34137 （页面存档备份，存于）", London Gazette, 26 February 1935, p.1381.
7. 1 2  "Supplement to Issue 36544 （页面存档备份，存于）", London Gazette, 2 June 1944, p.2587.
8. ↑  "Issue 37884 （页面存档备份，存于）", London Gazette, 18 February 1947, p.808.
9. ↑  "Issue 38660 （页面存档备份，存于）", London Gazette, 8 July 1949, p.3344.
10. 1 2  "Supplement to Issue 38161 （页面存档备份，存于）", London Gazette, 30 December 1947, p.7.
11. ↑  馮琳（2007年），頁22至23。
12. ↑  〈中英換文情形，劉師舜藍來納互致照會〉（1948年10月19日）
13. 1 2 3  村井寬志（2013年3月4日），頁2至3。
14. ↑  〈施諦文抵倫敦，報告中國情形〉（1949年11月25日）
15. ↑  〈藍浦昨抵港，明赴北京接替胡階森〉（1951年2月19日）
16. ↑  〈藍浦離英赴京，接替胡階昇代辦職務〉（1951年2月15日）
17. 1 2 3 4 5  〈紅牆大事：中英建交鮮為人知的內幕〉（2006年7月3日）
18. ↑  〈英國新談判代表藍來訥抵京〉（1951年3月8日）
19. ↑  Brodie (1990), pp.248-250.
20. 1 2 3  Brodie (1990), pp.252-253.
21. ↑  "The Ambassador in the United Kingdom (Gifford) to the Secretary of State" (6 March 1951)
22. ↑  Brodie (1990), pp.266-268.
23. 1 2 3  Li (1 June 1953)
24. ↑  Leeker (24 August 2015), pp.58-59.
25. 1 2  "Supplement to Issue 39732 （页面存档备份，存于）", London Gazette, 30 December 1952, p.5.
26. ↑  〈討論印度支那問題，九國昨續秘密會議〉（1954年6月26日）
27. ↑  "Film Premiere In Switzerland In Aid Of The R.A.F.A. Sanatorium Attended By Lord Tedder" (1954)
28. ↑  The Diplomatic Service List (1966), p.128.
29. ↑  "Alastair Lamb, archaeologist-historian who shed new light on the origins of the Kashmir conflict – obituary" (6 April 2023)

### 英文資料
- "The Ambassador in the United Kingdom (Gifford) to the Secretary of State （页面存档备份，存于）", Foreign Relations of the United States 1951 Volume VII, Part 2, Korea and China [Document 46]. United States: Office of the Historian, U.S. Department of State, 6 March 1951.
- Li, Chang, "British Trade with the Chinese Communists in 1952", Free China Review, 1 June 1953.
- "Film Premiere In Switzerland In Aid Of The R.A.F.A. Sanatorium Attended By Lord Tedder（页面存档备份，存于）", British Pathe, 1954.
- The Foreign Office List and Diplomatic and Consular Year Book. Great Britain: Foreign Office, 1963.
- The Diplomatic Service List. London: H.M. Stationery Office, 1966.
- Brodie, Patrick, Crescent over Cathay: China and ICI, 1898 to 1956. Hong Kong: Oxford University Press, 1990. ISBN 019-584038-0
- Lamb, Alastair, "Obituary: Sir Lionel Henry Lamb, KCMG, OBE, 1900-1992", Asian Affairs Volume 24,  Issue 1. London: Royal Society for Asian Affairs, 1993, p.124.
- "LAMB, Sir Lionel (Henry)", Who was Who. London: A. & C. Black, 1996. (Electronic version. Subscription required)
- Leeker, Dr. Joe F., "CAT, Air Asia, Air America - The Company on Taiwan I: Structure and Development（页面存档备份，存于）", The History of Air America（页面存档备份，存于） (2nd Edition). The University of Texas at Dallas, 24 August 2015.
- "Lamb, Sir Lionel Henry（页面存档备份，存于）", AIM25, retrieved on 6 February 2016.
- "Alastair Lamb, archaeologist-historian who shed new light on the origins of the Kashmir conflict – obituary （页面存档备份，存于）", The Telegraph, 6 April 2023.  (Electronic version. Subscription required)

### 中文資料
- 〈中英換文情形，劉師舜藍來納互致照會〉，《華僑日報》第二張第一頁，1948年10月19日。
- 〈施諦文抵倫敦，報告中國情形〉，《香港工商日報》第一頁，1949年11月25日。
- 〈藍浦離英赴京，接替胡階昇代辦職務〉，《大公報》第一張第一版，1951年2月15日。
- 〈藍浦昨抵港，明赴北京接替胡階森〉，《大公報》第一張第四版，1951年2月19日。
- 〈英國新談判代表藍來訥抵京〉，《大公報》第一張第一版，1951年3月8日。
- 〈討論印度支那問題，九國昨續秘密會議〉，《大公報》第一張第一版，1954年6月26日。
- 〈紅牆大事：中英建交鮮為人知的內幕（页面存档备份，存于）〉，《中國網》，2006年7月3日。
- 馮琳，〈中英關於香港關務協定及金融協定談判中幾個問題之考察（页面存档备份，存于）〉，《廣東社會科學》。廣東：廣東社會科學編輯部，2007年第4期。
- 村井寬志，《中華人民共和國建國前後的難民流入和港英政府[]》。香港：香港亞洲研究學會第八屆研討會，2013年3月4日。

## 外部連結
- Archives in London and the M25 area: Sir Lionel Henry Lamb（页面存档备份，存于）
- 英國駐華大使館（页面存档备份，存于）

| 外交職務                     | 外交職務                       | 外交職務                      |
| ---------------------------- | ------------------------------ | ----------------------------- |
| 前任： 胡階森爵士            | 英國駐華臨時代辦 1951年–1953年 | 繼任： 杜維廉                 |
| 前任： 派翠克·斯克里夫納爵士 | 英國駐瑞士大使 1953年–1958年   | 繼任： 威廉·蒙塔古-波洛克爵士 |